# Reem Frainah
Reem Omar Frainah (arab. ‏ريم عمر فرينة‎, Rīm ʿUmar Furayna) – palestyńska aktywistka na rzecz praw człowieka. Dyrektorka wykonawczą stowarzyszenia Aisha Association for Woman and Child Protection, czyli niezależnej palestyńskiej organizacji kobiet pracującej nad integracją płci poprzez wzmocnienie pozycji gospodarczej i wsparcie psychospołeczne dla zmarginalizowanych grup w Strefie Gazy, ze szczególnym uwzględnieniem miasta Gaza i północnej części regionu.
Była koordynatorką programu stowarzyszenia Aisha Association for Women and Child Protection, kiedy organizacja rozpoczęła działalność jako niezależna instytucja w 2009 roku. W 2011 roku ukończyła studia magisterskie z psychologii, a później została dyrektorem wykonawczym AISHA. Większość jej prac obejmuje nauczanie i świadczenie różnorodnych usług dla najbardziej zmarginalizowanych kobiet i dzieci cierpiących w Gazie.